# Бушуев, Александр Вениаминович
Александр Вениаминович Бушуев (род. 17 августа 1949, Вилегодский район, Архангельская область, РСФСР, СССР) — российский серийный убийца и педофил, совершивший 7 убийств несовершеннолетних детей и молодых мужчин, сопряжённых с изнасилованиями, в период с 1997 по 2002 год на территории Архангельска. Известен под прозвищами «Архангельский маньяк» и «Маньяк-садовод», занимался общественной работой в администрации города и являлся руководителем «Зелёного совета» при мэрии Архангельска. Дело Бушуева стало поворотным для российского общества: образ общественного деятеля, активиста, занимавшегося работами по озеленению и благоустройству многих районов Архангельска и созданием зон отдыха для детей с родителями, скрывал за собой клиническое бесчувствие и садистские наклонности. Дело стало одним из самых громких в современной криминалистике Поморья.

## Биография

### Работа и семья
Александр Бушуев родился в 1949 году на территории Вилегодского района (Архангельская область). Был старшим ребёнком в семье из двух детей. Имел младшего брата Сергея. Родители Александра развелись в середине 1950-х, вследствие чего его воспитанием занимались мать, бабушка и дедушка. Детство и юность Бушуева прошло без психотравмирующих ситуаций и последствий. После окончания школы Александр поступил в техникум, который был вынужден бросить в конце 1960-х из-за болезни матери. В течение ряда последующих лет Бушуев сменил множество профессий. В разные годы он работал плотником, бетонщиком, дежурным в студенческом городке Архангельского государственного технического университета. Коллеги Бушуева на рабочих местах характеризовали его крайне положительно, отмечая его трудолюбие, ответственность и исполнительность. В то же время Бушуев был известен как человек, имеющий склонность к созданию интриг и к авантюризму. В 1970-х Бушуев женился. В браке родилась дочь.  Родственники характеризовали Александра как уравновешенного, доброго, отзывчивого, трудолюбивого человека, который большую часть свободного времени посвящал семье и воспитанию дочери. В 1996 году Александр устроился на работу в одно из страховых агентств Архангельска. Частые смены работ были следствием проблем со здоровьем Бушуева. В разные годы у него был диагностирован ряд неврологических заболеваний. Он страдал эпилепсией, гипертонией и перенёс несколько инсультов, вследствие чего в 1990-х ему была поставлена третья группа инвалидности.

### Общественная деятельность
В 2003 году он уволился из страхового агентства и начал заниматься общественной деятельностью. Начиная с 1990 года, Бушуев увлекался садоводством, выращивая множество перспективных и быстрорастущих деревьев в смешанных посадках. На тот момент в Архангельске было множество неухоженных парков и скверов, деревьев, посаженных много лет назад без всяких правил и норм. Во время посадки не учитывались ни виды деревьев, ни их расстояние до жилых домов. На протяжении многих лет озеленению города уделялось крайне мало внимания, после чего заместитель мэра Архангельска по городскому хозяйству Анатолий Назаров раскритиковал проект «Правила благоустройства и озеленения города Архангельска», утверждённый в 2000 году, который практически не работал, так как в мэрии упразднили ряд структурных подразделений, на которые ранее были возложены функции по организации благоустройства и озеленения. В середине 2000-х мэрией был разработан новый проект «Правил благоустройства и озеленения», в который были включены разделы, связанные с определением границ прилегающих территорий для надлежащего санитарного и противопожарного содержания и благоустройства. Также были определены разграничения обязанностей по уборке территорий между собственниками, землепользователями, землевладельцами и арендаторами зданий, строек, сооружений и других объектов, расположенных на территории города. Узнав об этом, Бушуев в 2005 году связался с мэром Архангельска Александром Донским и предложил ему свои услуги, на что тот ответил согласием. В 2005 и 2006 годах Александр Бушуев безвозмездно предоставлял Архангельску саженцы пихт, рябинок и других деревьев, благодаря чему получил известность в городе. В 2006 году, будучи уже крупным специалистом по зелёному хозяйству, Бушуев внёс свои предложения по озеленению города, заявив, что требуется посадка различных видов растений с большей продолжительностью жизни и восстановление кедрового парка, после чего по инициативе мэра Александра Донского в мэрии Архангельска был создан так называемый «Зелёный совет», призванный решать проблемы благоустройства и озеленения города.
В течение последующих трёх лет Бушуев проделал много общественной работы. Администрацией города ему было выделено нескольких земельных участков на территории Архангельска, где Бушуев построил несколько питомников деревьев и саженцев. Вследствие его инициативности и большому числу рациональных предложений по озеленению города, которые были приняты администрацией Архангельска, в 2009 году новый мэр города Виктор Павленко назначил Бушуева как крупного специалиста в растениеводстве на должность руководителя «Зелёного совета». На посту руководителя Александр Бушуев внёс предложения по озеленению и благоустройству районов Архангельска с созданием зон отдыха для детей с родителями, где должны быть расположены скамейки и дорожки. При непосредственном участии Бушуева в городе было проведено несколько акций по высаживанию пихты. Бушуев рекомендовал высадку пихты на территории Архангельской области на основании результатов исследования специалистов «АЛТИ», которые рекомендовали пихту сибирскую в качестве дерева для высадки в Архангельске ещё в 1963 году. По инициативе Бушуева в питомниках впервые в России была применена закрытая корневая система выращивания взрослых деревьев: кедров, дубков, клёнов, ясеней, каштанов, туи западной, что, по его мнению, через несколько лет способствовало бы увеличению темпов озеленения Архангельска.
Всего, начиная с 1990 года, Александр Бушуев посадил на территории Архангельска и его окрестностей более двенадцати тысяч саженцев.

### Разоблачение и арест
Впервые Александр Бушуев попал в поле зрения правоохранительных органов в июле 1999 года. 20 июля того года на территории Исакогорского района Архангельска, где были расположены дачные участки, пропал 11-летний мальчик, гостивший у бабушки на даче. После нескольких дней поисков, когда сотрудники правоохранительных органов и добровольцы осмотрели окрестные поля, дороги, овраги и лесопосадки, сосед бабушки убитого мальчика Александр Бушуев заявил в милицию об обнаружении тела и показал его местонахождение 27 июля 1999 года. Александр попал в число подозреваемых на основании того факта, что двумя годами ранее, в конце ноября 1997 года, возле его дачного участка был обнаружен труп 13-летнего ребёнка с признаками насильственной смерти, который пропал 8 ноября. Бушуев активно содействовал работе милиции, высказывал свои версии. На допросе он заявил, что обнаружил захоронение тела мальчика из-за мешочной ткани, торчавшей из‑под земли у дороги. Ранее это место, где в неглубокой могиле в мешке действительно лежал убитый, многократно обследовалось в ходе поисков, но никто ничего подозрительного не заметил.
Эксперты установили, что несовершеннолетний стал жертвой истязаний и жестокого сексуального насилия, после чего был задушен. Захоронение находилось на расстоянии 150 метров от дома его родных и на расстоянии 90 метров от дома Бушуева. В 2001–2002 годах в том же районе Архангельска были обнаружены фрагменты тел 4 человек. В ходе расследования следователи установили личности всех жертв, кроме одного. Убитыми оказались подросток, а также двое молодых мужчин, которые являлись знакомыми Бушуева и которых при жизни неоднократно видели в его компании. Во всех преступлениях преступник продемонстрировал выраженный ему образ действия. Все жертвы являлись несовершеннолетними мальчиками и молодыми людьми со схожими чертами внешности. Родители и знакомые характеризовали их как экстравертов, которые не имели проблем с коммуникабельностью и легко заводили новые знакомства. В октябре 2002 года бесследно исчез 15-летний воспитанник одной из коррекционных школ Архангельска, в последний раз его видели в районе Обводного канала и улицы Гагарина. Его расчленённые останки вскоре были обнаружены в дренажной канаве рядом с автобусной остановкой недалеко от дома Бушуева. В ходе следственных действий кинолог с собакой взяли след от обнаруженных останков, который привёл к воротам дачного участка Бушуева.
В ходе расследования выяснилось, что коллегой Бушуева, который на тот момент работал дворником, был отец пропавшего подростка, страдающий алкогольной зависимостью. Бушуев бывал у него дома в гостях. Этот факт позволил следствию выдвинуть версию о том, что Александр вошёл в доверительные отношения с несовершеннолетним погибшим, сыном коллеги, после чего мог пригласить к себе в гости. Подозрения в адрес Бушуева усилились после того, как правоохранительные органы установили на основании показаний ряда его знакомых и соседей по дачному участку, что Александр был замечен в попытках знакомства с подростками и молодыми парнями. Некоторые подростки заявили полиции о том, что Бушуев в разное время заманивал их под разными предлогами в свой дачный дом, расположенный недалеко от Лахтинского шоссе. Он представлялся им преподавателем вуза, профессором, врачом-эндокринологом и представителем других профессий, стараясь при этом продемонстрировать знакомства с представителями администрации города, чиновниками и другими известными людьми Архангельска. На основании этих фактов Александр Бушуев вскоре был арестован. Так как на некоторых останках убитых были найдены следы порезов и рубленых ран, в доме Бушуева в ходе обыска были изъяты топоры и другие колюще-режущие предметы, на которых были обнаружены следы крови. Из-за малого количества обнаруженной крови эксперты-криминалисты не смогли установить её видовую принадлежность. Сам Бушуев после ареста отказался сотрудничать со следствием. Согласно воспоминаниям Владимира Шевченко, бывшего сотрудника СУ СК России по Архангельской области, полковника юстиции в отставке:
Захожу я с адвокатом в следственный кабинет. Он сразу… И в угол отворачивается. Руками закрывает уши: я разговаривать с тобой не буду и всё. Только через адвоката.
В конечном итоге в конце 2002 года из-за отсутствия очевидных улик виновности Бушуева всего через два дня после ареста его были вынуждены отпустить, так как Ломоносовский суд отказал в санкции на арест, после чего расследование серии убийств было приостановлено.
Установив сотрудничество с представителями мэрии Архангельска, Александр Бушуев вскоре стал требовать официальных извинений от правоохранительных органов, вследствие чего в июле 2004 года первый заместитель прокурора Архангельской области Александр Крошеницын извинился перед Бушуевым в письменной форме:
От имени государства приношу Вам официальное извинение за причинённый Вам моральный вред в связи с необоснованным задержанием». Дело закрыто по п. 1 ст. 27 УКП РФ.
Очередной виток расследования начался в феврале 2009 года. По инициативе криминалистов регионального СУ СК был проведён ряд новых экспертиз. На изъятых у Бушуева ножовках и топорах были изучены поверхность лезвия, форма сколов и зазубрин. После этого эксперты изучили следы удара, сохранившиеся на черепе одного из убитых, который
пришёлся вскользь и оставил зазубрины от орудия убийства. Результаты криминалистической экспертизы установили 26 идентификационных совпадений, свидетельствующих о том, что жертва была убита с помощью изъятого у Александра Бушуева топора, после чего он был арестован 9 июня 2009 года. В конечном итоге Следственный комитет при прокуратуре РФ по Архангельской области  выдвинуло обвинение Александру Бушуеву в совершении четырёх убийств. Ему вменялось убийство двух и более лиц, сопряжённое с разбоем, с применением предметов, используемых в качестве оружия, и кража с незаконным проникновением в жилище по ст. 105 ч.2 п. «а, з», ст. 162 ч.3 п. «в». и ст. 158 ч.2 п. «в» УК РФ.

### Судебные процессы
Бушуеву было предъявлено обвинение в убийстве 16-летнего подростка и трёх молодых людей, которые были совершены в период с 2000 по 2001 год на его даче при помощи ножа и топора. По версии следствия, Александр Бушуев расчленил тела убитых и некоторые части трупов сбросил в дренажные канавы, расположенные неподалеку от его дома. Все убийства были совершены на сексуальной почве. Следствием было установлено, что Бушуев состоял в близком знакомстве с тремя жертвами и после совершения убийства одной из них, похитил личные вещи на сумму 23 000 рублей, после чего нашёл в его вещах ключи от квартиры убитого, проник в неё и совершил оттуда кражу имущества на общую сумму 7100 рублей. В ходе допросов Бушуев не признал свою причастность к убийствам и отказался от сотрудничества со следствием. В июле 2010 года расследование было завершено, и уголовное дело было передано в Архангельский областной суд.
В этот период по ходатайству адвокатов Бушуев был помещён в одну из психиатрических клиник, где в отношении него была поведена судебно-медицинская экспертиза. Результаты экспертизы установили, что Александр Бушуев является вменяемым, хотя у него были выявлены отклонения в психике на фоне сексуального расстройства. Судебный процесс открылся осенью 2010 года. В середине ноября вердиктом коллегии присяжных заседателей Александр Бушуев был признан виновным в совершении четырёх убийств. В судебных прениях государственные обвинители ориентировали суд назначить Бушуеву пожизненное лишение свободы с содержанием его в исправительной колонии особого режима, в то время как он сам настаивал на своей невиновности. 30 ноября 2010 года Архангельский областной суд назначил 61-летнему Бушуеву уголовное наказание в виде 25 лет лишения свободы с отбыванием в исправительной колонии строгого режима, что было максимально возможным сроком с учётом его возраста на основании ч. 2 ст. 57 УК РФ. Суд также удовлетворил гражданский иск потерпевших. В пользу родственников жертв суд обязал выплатить Александра Бушуева четыре миллиона рублей.
После осуждения Александр Бушуев был этапирован для отбытия наказания в исправительную колонию ИК-12, расположенную на территории Холмогорского района Архангельской области. В 2015 году к изучению материалов уголовных дел по нераскрытым убийствам подключился старший следователь отдела по расследованию особо важных дел СУ СК России
по Архангельской области и Ненецкому автономному округу Дмитрий Ананьин. Чтобы проверить возможную взаимосвязь между убийствами других детей и версию о
причастности к ним Бушуева, уголовные дела были объединены в одно производство. Следствием были заново допрошены потерпевшие – родственники убитых детей, установлены имена свидетелей, которые также были повторно допрошены, проведены проверки их показаний на месте происшествия. При сборе доказательственной базы виновности Бушуева в расследовании были применены возможности генотипоскопической экспертизы, которая до 2009 года не использовалась экспертными учреждениями. В отделе медико-биологических исследований Главного управления криминалистики (Криминалистического центра) СК России были назначены молекулярно-генетические экспертизы по одежде, которая была найдена на телах погибших. Результаты экспертизы установили, что на одежде убитых были обнаружены эпителиальные клетки Бушуева, после чего в начале декабря 2015 года ему было предъявлено ещё одно обвинение в совершении убийства.
17 мая 2016 года Бушуеву были предъявлены новые обвинения: в убийстве мальчика в 1997 году и в убийстве подростка в 2002 году. По версии следствия, своих жертв Бушуев заманил на свой дачный участок под различными предлогами. В связи с этим в июне того же года новое уголовное дело было направлено для рассмотрения в Исакогорский районный суд города Архангельска. Александр Бушуев покинул исправительную колонию и был доставлен в один из СИЗО Архангельска.
Второй судебный процесс открылся в конце 2016 года. В начале 2017 года 68-летний Бушуев был признан виновным в совершении ещё трёх убийств несовершеннолетних в период с ноября 1997 года по октябрь 2002 года, сопряжённых с насильственными действиями сексуального характера, после чего суд 3 февраля 2017 года назначил ему уголовное наказание в виде 19 лет лишения свободы. Это наказание было присоединено к наказанию по приговору Архангельского областного суда от 30 ноября 2010 года, за совершение им четырёх убийств, вследствие чего Александру Бушуеву окончательно было определено максимально возможное наказание по совокупности преступлений — 25 лет лишения свободы с отбыванием в исправительной колонии строгого режима. Достижение Бушуевым на момент осуждения 65-летнего возраста в соответствии с требованиями законодательства исключило возможность назначения ему пожизненного лишения свободы.
После повторного осуждения Бушуев совместно со своими адвокатами подал апелляцию, требуя отмены обвинительного вердикта и приговора, но в мае 2017 года ему было отказано, после чего он покинул Архангельск и был возвращён в исправительную колонию.